# DKD-I
DKD-I – polski dwumiejscowy samolot sportowy w układzie zastrzałowego górnopłatu z lat 20. XX wieku, zaprojektowany przez braci Stanisława i Mieczysława Działowskich i zbudowany w Bydgoszczy. Oblatany 1 lutego 1926 roku DKD-I był pierwszym polskim samolotem sportowym, który wykonał przelot międzymiastowy. W maju 1927 roku płatowiec był eksponowany na zorganizowanej przez LOPP Wystawie Lotniczej w Warszawie. Po wystawie, podczas lotu z Warszawy do Krakowa, z powodu defektu silnika samolot uległ uszkodzeniu podczas przymusowego lądowania. Jego płat i usterzenie posłużyły później do budowy kolejnego modelu – DKD-III.

## Historia i użycie

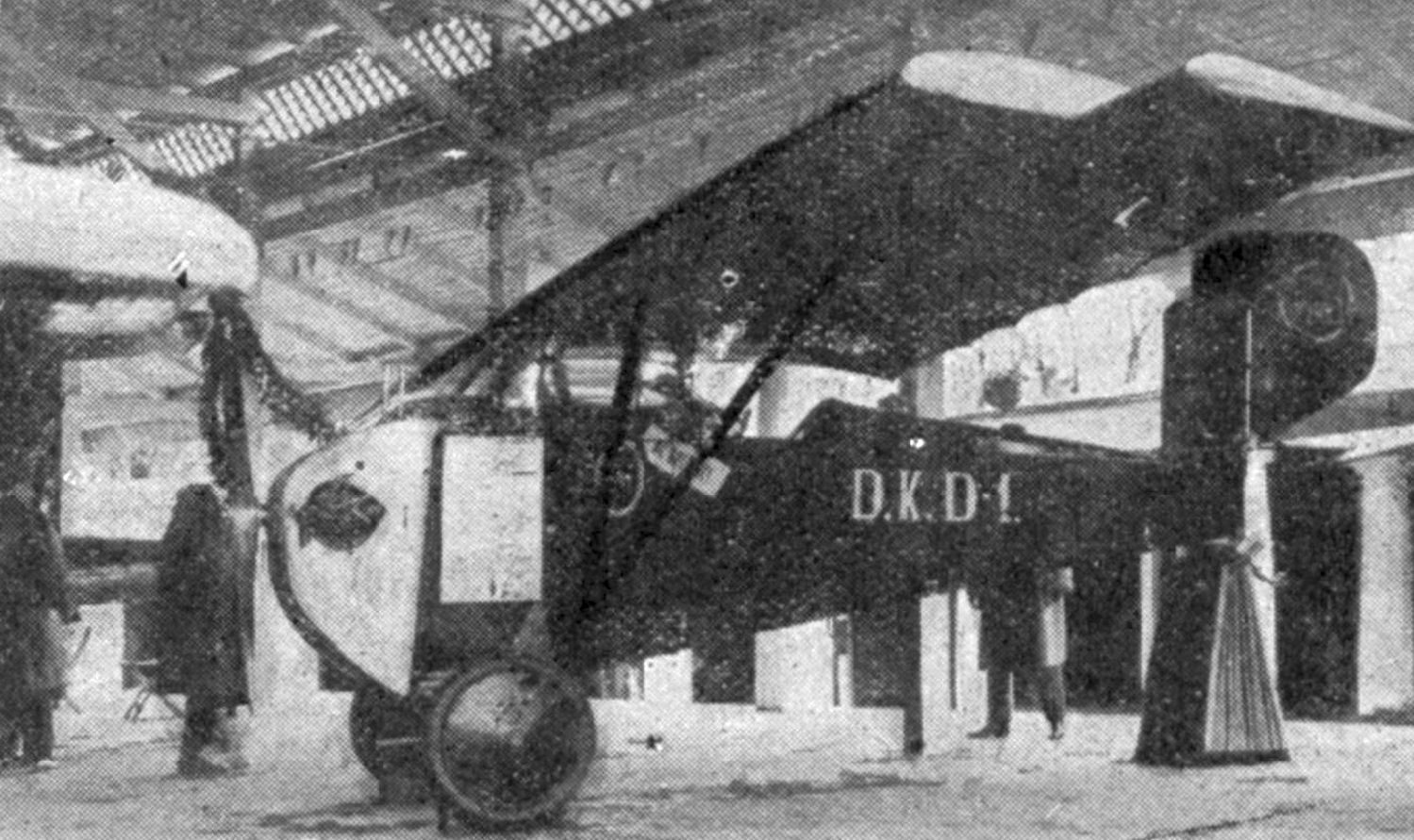
DKD-I na Wystawie Lotniczej LOPP, maj 1927 r.

W latach 1924–1925 bracia Stanisław i Mieczysław Działowscy zbudowali szybowiec Bydgoszczanka, który wziął udział w II Wszechpolskim Konkursie Szybowców w Gdyni w 1925 roku. Po jego rozbiciu na tych zawodach przystąpili do budowy swojego pierwszego samolotu, idąc za przykładem braci Gabriel. Powstanie samolotu umożliwiła pomoc finansowa ze strony bydgoskiego szewca Jana Krügera, który zakupił od braci Gabriel silnik Haacke, pochodzący ze skasowanego samolotu Gabriel P-V. Kadłub płatowca (nazwanego od nazwisk konstruktorów oraz fundatora silnika DKD-I) powstał w piwnicy domu przy ul. Pomorskiej w Bydgoszczy, zaś płat i inne składniki konstrukcji wytworzone zostały w warsztatach Szkoły Pilotów w Bydgoszczy, gdzie dokonano też montażu całości (mimo niechęci władz szkoły i stwarzanych konstruktorom problemów). Samolot został ukończony w styczniu 1926 roku, a koszt budowy zamknął się kwotą 2400 złotych.
1 lutego 1926 roku na bydgoskim lotnisku, DKD-I został oblatany przez instruktora Szkoły Pilotów sierż. pil. Józefa Muślewskiego. Podczas oblotu stwierdzono wprawdzie ograniczoną widoczność z kokpitu, lecz własności lotne były dobre. W celu poprawy widoczności lekko uniesiono płat ponad kadłub oraz powiększono jego wycięcie nad kabiną pilota, a także usunięto zauważone usterki. Tak zmodyfikowany samolot został powtórnie oblatany 20 listopada 1926 roku, tym razem przez konstruktora S. Działowskiego, który przeszedł kurs pilotażu. DKD-I wykazał się wysoką sterownością oraz krótkim startem i lądowaniem. Na początku 1927 roku konstruktor został zaproszony do pokazania swojego samolotu na zorganizowanej przez Ligę Obrony Powietrznej i Przeciwgazowej Wystawie Lotniczej w „Łobzowiance” przy Al. Ujazdowskich w Warszawie. Pod koniec kwietnia S. Działowski w trudnych warunkach pogodowych dokonał w czasie 2 godzin i 10 minut blisko 300-kilometrowego przelotu z Bydgoszczy via Toruń do Warszawy, co było pierwszym lotem międzymiastowym dokonanym w Polsce przez samolot sportowy. Samolot wystartował z Bydgoszczy 25 kwietnia o godz. 6:00 i po półgodzinnym locie wylądował na lotnisku 4. Pułku Lotniczego w Toruniu. Niekorzystna pogoda uniemożliwiła dalszy lot zarówno tego, jak i następnego dnia; Działowski wystartował dopiero rankiem 27 kwietnia, docierając już bez problemów do Warszawy. DKD-I był eksponowany w głównym pawilonie obok innych samolotów polskiej konstrukcji, jak CWL WZ-X, PWS-1, Bartel BM-2, Skraba ST-3, JD-2 i Sipowicz 1.
Rozkazem z 1 kwietnia 1927 roku Stanisław Działowski został przeniesiony ze Szkoły Pilotów w Bydgoszczy do 2. Pułku Lotniczego w Krakowie, gdzie miał pełnić rolę pilota-oblatywacza, instruktora latania oraz kontrolera nadzoru technicznego. 30 maja 1927 roku, po zakończeniu wystawy LOPP, konstruktor postanowił dokonać lotu do Krakowa na DKD-I, jednak tuż po starcie eksplodował zużyty silnik samolotu, co zmusiło pilota do przymusowego lądowania i spowodowało uszkodzenie maszyny. Płatowiec przewieziono do Krakowa koleją, po czym wykorzystano jego płat i usterzenie do budowy następcy – DKD-III.

## Opis konstrukcji i dane techniczne

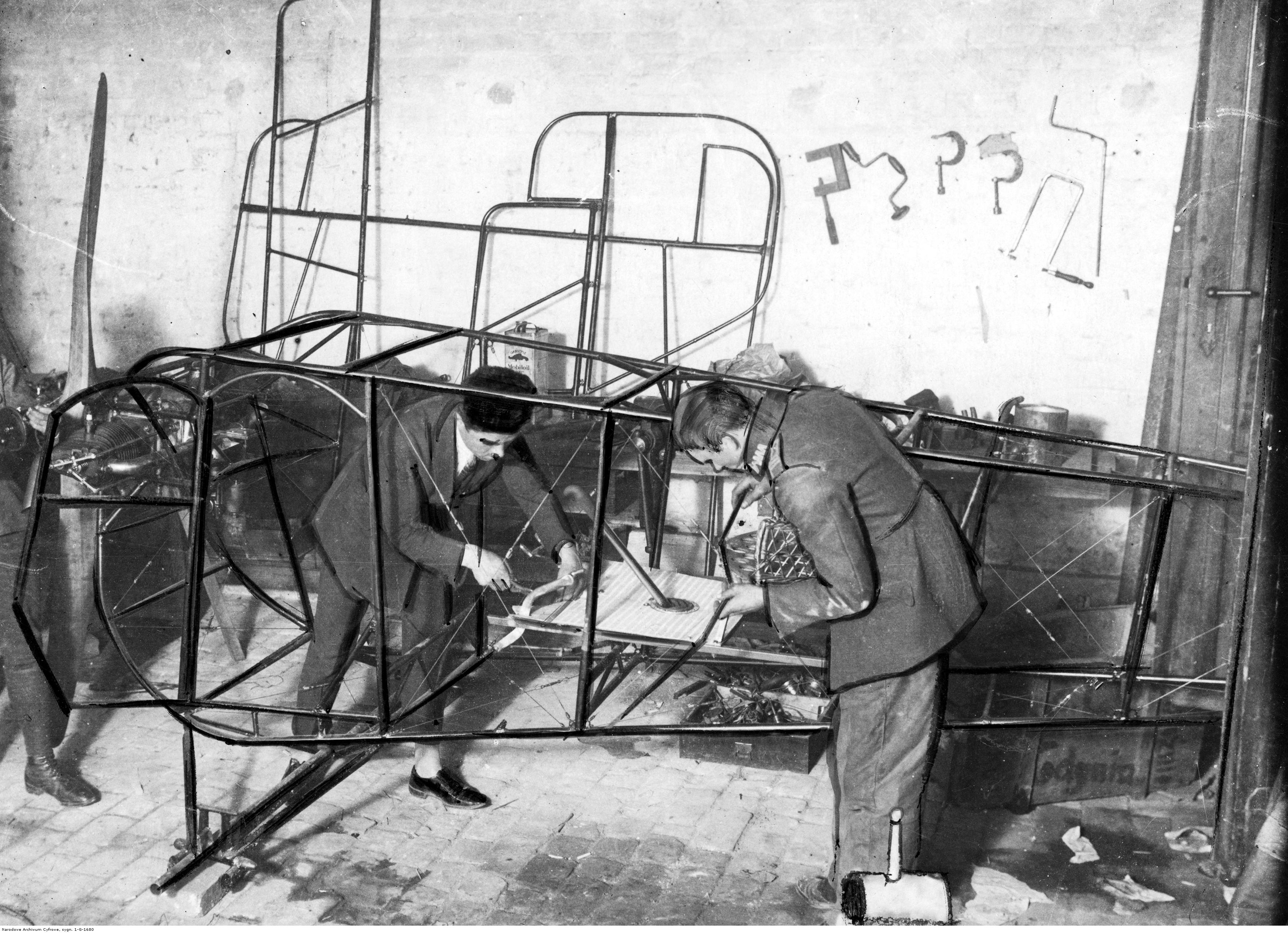
Stanisław (z prawej) i Mieczysław Działowscy przy budowie DKD-I

DKD-I był jednosilnikowym, dwuosobowym (choć używanym najczęściej jako jednoosobowy), sportowym górnopłatem typu parasol o konstrukcji mieszanej. Kadłub o przekroju prostokątnym tworzyła wykonana ze spawanych rur stalowych kratownica, wykrzyżowana drutami stalowymi, kryta płótnem (z wyjątkiem grzbietu krytego sklejką i przodu z pokryciem z blachy aluminiowej). Kabina pilota otwarta, osłonięta z przodu wiatrochronem, wyposażona w trzcinowy fotel, drążek sterowy i orczyk. Pilot miał do dyspozycji prędkościomierz, wysokościomierz, zegar i wskaźnik temperatury oleju (dwa z tych przyrządów umieszczone były na tablicy w kabinie, dwa kolejne zamocowane były do płata nad kabiną). Umieszczona przed kokpitem pilota całkowicie kryta kabina pasażerska miała drzwi usytuowane z lewej strony kadłuba i okienka po obu jego stronach.
Płat trapezowy, dwudźwigarowy, niedzielony, konstrukcji drewnianej, kryty płótnem z wyjątkiem krytej sklejką krawędzi natarcia; przymocowany do kadłuba na wieżyczce z czterech rur stalowych wykrzyżowanych drutem oraz wykonanymi z rur stalowych zastrzałami w kształcie litery „V”. Masa płata wynosiła 51 kg. Rozpiętość skrzydeł wynosiła 9 metrów, a powierzchnia nośna 11,5 m². Profil płata G-441; lotki z odciążeniem aerodynamicznym, poruszane linkami.
Długość samolotu wynosiła 5,5 metra, a wysokość 1,9 metra. Masa własna płatowca wynosiła 220 kg, masa użyteczna 160 kg, zaś masa całkowita (startowa) 380 kg (maksymalnie 395 kg). Obciążenie powierzchni wynosiło 33 kg/m². Usterzenie prostokątne, spawane z rur stalowych, kryte płótnem. Usterzenie poziome niedzielone, o profilu dwustronnie płaskim; stery poruszane były linkami. Podwozie klasyczne, osiowe, ze spawanych rur stalowych, amortyzowane sznurem gumowym; z tyłu drewniana płoza ogonowa.
Napęd stanowił chłodzony powietrzem, czterosuwowy 2-cylindrowy płaski silnik tłokowy Haacke HFM-2 o mocy startowej 22 kW (30 KM) przy 1700 obr./min i masie 62 kg, napędzający stałe, drewniane, dwułopatowe śmigło ciągnące DKD o średnicy 2 metrów (wykonane w Centralnych Warsztatach Lotniczych w Warszawie). Obciążenie mocy wynosiło 12,6 kg/KM. Zbiornik paliwa znajdował się w kadłubie za silnikiem. Prędkość maksymalna wynosiła 120 km/h, prędkość przelotowa 100 km/h, zaś prędkość minimalna 65 km/h. Przelotowe zużycie paliwa wynosiło 9 litrów/h. Samolot charakteryzował się rozbiegiem wynoszącym 80-100 metrów i dobiegiem 100 metrów.

### Malowanie
Cały samolot pomalowany był na kolor granatowy, z wyjątkiem przodu kadłuba w naturalnym kolorze aluminium. Po obu stronach tyłu kadłuba widniał biały napis „D.K.D.I”.